# Friðarbogin
Friðarbogin to pierwsza i jedyna organizacja LGBT na Wyspach Owczych, założona 17 października 2003.
Pierwotnie organizacja nazywała się Ælabogin (tęcza), jednak musiała zmienić nazwę, ponieważ wcześniej jako Ælabogin zarejestrowała się orkiestra z Wysp Owczych.
Od listopada 2004 Friðarbogin należy do Association of Nordic and Pol-Balt LGBTQ Student Organizations. W 2005 to właśnie ANSO, przy współpracy z Friðarbogin, zorganizowało pierwszą paradę LGBT na Wyspach Owczych. Tuż przed paradą, w sierpniu 2005, odbyła się pierwsza konferencja ANSO, pt. "Canaries in the Coal Mines". Uczestniczyli w niej m.in. Judith Halberstam (US), Jens Rydström (SE), David Megathlin (US), Arthur Thiry (SE), Britta Swenson (SE), Don Kulic (SE).